# Teocelo, Veracruz
Teocelo là một đô thị thuộc bang Veracruz, México. Năm 2005, dân số của đô thị này là 15130 người.